# الظهره العليا (حجة)
الظهره العليا هي إحدى قرى الجمهورية اليمنية. وهي تتبع جغرافيًا لمحافظة حجة. وإداريًا لمديرية الجميمة. يبلغ تعداد سكانها 1409 نسمة حسب الإحصاء الذي جرى عام 2004.